# Lalitham Sundaram
Lalitham Sundaram (en malabar: ലളിതം സുന്ദരം, lit. 'Simple is beautiful') es una película de comedia dramática en malabar dirigida por Madhu Warrier ensu debut como director. La película está protagonizada por Biju Menon, Manju Warrier, Saiju Kurup, Deepti Sati y Anu Mohan. Manju Warrier coprodujo la película con Kochumon bajo el lema Manju Warrier Productions.

## Sinopsis
Sunny (Biju Menon), Annie (Manju Warrier) y su hermano menor Jerry (Anu Mohan) están desconectados de su familia debido a su apretada agenda. Los hermanos se reúnen para el aniversario de la muerte de su madre (Zarina Wahab) y deciden cumplir su último deseo. Esta reunión conduce a una serie de incidentes hilarantes que eventualmente los ayudan a reparar sus lazos familiares disfuncionales.

## Reparto
- Biju Menon como Sunny Mary Das[6]
- Manju Warrier como Annie Mary Das[7]
- Anu Mohan como Jerry Mary[8]
- Raghunath Paleri como Das
- Saiju Kurup como Sandeep, el esposo de Annie
- Deepti Sati como Simy, la novia de Jerry[9][10]
- Sudheesh como Rajesh, amigo de Sunny
- Remya Nambeesan como Sophia, la esposa de Sunny
- Zarina Wahab como Mary Das[11]
- Madhu Warrior como Doctor
- Nandhu como director musical Harikumar
- Vinod Thomas como Xavier
- Anjana Appukuttan como Lisy
- Thennal Abhilash como Rukmini, la hija de Annie[12]
- Ashwin Warrier como Paul, el hijo de Annie
- Ambika Mohan como la hermana María
- Asha Aravind como Priya

## Producción

### Preproducción
La película fue anunciada por Mammootty y Mohanlal en sus respectivas cuentas de redes sociales en enero de 2020. La puja de la película fue el 18 de febrero de 2020.
P Sukumar hace la cinematografía de la película junto con Gautham Sankar y Lijo Paul se encarga de la edición. Bineesh Chandran es el director artístico de la película y Sakhi Elsa es la diseñadora de vestuario. El coreógrafo ganador del Premio Nacional de Cine, Kala Master, es el coreógrafo de baile de la película.

### Rodaje
La fotografía principal de la película comenzó en febrero de 2020 en Peermade y Vandiperiyar. Se planeó filmar la película en un solo horario, pero el rodaje se interrumpió repentinamente debido a la pandemia de COVID-19 en marzo de 2020. El equipo había completado aproximadamente la mitad del tiroteo antes del cierre. Después de un encierro de aproximadamente nueve meses, el rodaje se reanudó en diciembre de 2020. Como hubo una larga brecha entre los dos horarios, el director dice que todos los actores tuvieron que comenzar desde cero nuevamente. El segundo horario se rodó en Peermade y Ernakulam. La filmación terminó en enero de 2021.

## Música
Bijibal es el director musical de esta película y B. K. Harinarayanan es el letrista.

## Lanzamiento
Lalitham Sundaram se estrenó el 18 de marzo de 2022. La película se planeó inicialmente para estrenarse en julio de 2020, pero se pospuso debido a la pandemia de COVID-19. Luego, se programó varias veces, incluso para abril de 2021, agosto de 2021, septiembre de 2021, enero de 2022, pero no pudieron lanzarlo debido a la pandemia de COVID-19 en curso . El 26 de febrero de 2022, se anunció que la película se saltearía su estreno en cines y se lanzaría directamente para vídeo en Disney+ Hotstar.